# 운양초등학교 (강원)
운양초등학교는 대한민국 강원특별자치도 강릉시 사천면 판교리에 있는 공립 초등학교이다.

## 학교 연혁
- 1943.07.30 개교
- 1948.07.20 제1회 졸업식 거행
- 1973.03.01 번성기(11학급 편성 운영)
- 1996.03.01 교명 변경(운양초등학교)
- 2014.02.07 제66회 졸업식(졸업생 누계 2,686명)
- 2014.03.01 제31대 류지춘 교장선생님 부임
- 2015.02.12 제67회 졸업식(졸업생 누계 2,696명)

## 참고 자료
- 운양초등학교 - 한국교육학술정보원 학교알리미